# Programa de Polos Agropecuários e Agrominerais da Amazônia
O Programa de Pólos Agropecuários e Agrominerais da Amazônia (POLAMAZÔNIA) foi um programa do governo brasileiro durante a ditadura militar.
O POLAMAZÔNIA tinha como objetivo a implantação de polos agrícolas regionais que permitissem fixação populacional nas áreas de mineração e de interesse estratégico, formando zonas de integração, permitindo a concentração de capitais e formando novos espaços de desenvolvimento.
Outro objetivo que vinha a calhar era a redução da pressão pela reforma agrária no nordeste do Brasil, transferindo a mesma para o norte e o centro-oeste do Brasil, regiões ainda com "elevada oferta de terras". Em outro aspecto, as localidades inseridas no programa recebiam grande ofertas de crédito para fixação de projetos agropecuários e hortifrutigranjeiros.
O principais polos do POLAMAZÔNIA estavam em Carajás, na Transamazônica, no Trombetas e no Amapá, sendo que os mais bem sucedidos foram os dois primeiros. O projeto, no entanto, foi abandonado antes do fim da ditadura militar, deixando enormes áreas desprovidas de ação do Estado brasileiro.
A influência do POLAMAZÔNIA foi tão grande ao ponto de formar cidades inteiras no espaço de 10 anos, como foi o caso de Rurópolis, Tucumã e Canaã dos Carajás.

## História
A partir da ditadura militar brasileira, a Amazônia tornou-se um ponto central de ocupação e planejamento econômico do governo. Os governos militares possuíam um projeto de modernização da sociedade brasileira que consistia em elevar o país ao patamar de países desenvolvidos, e a integração da Amazônia à economia nacional era uma das medidas direcionadas para atingir tal objetivo. Naquela época o estado era considerado o principal agente capaz de promover o desenvolvimento e estimular a economia por meio seja de reformas institucionais ou a partir de um processo de planejamento regional.
Foi na década de 1970 que houve a intensificação das ações do governo na região amazônica guiadas principalmente em função da ocupação e integração nacional que naquele momento possuía grande importância para o governo em decorrência da situação geopolítica mundial, onde a unificação do país e defesa contra a "internacionalização" faziam parte do discurso nacionalista vigente, sendo consideradas medidas de segurança nacional essenciais, traduzidas pelo slogan nacional "integrar para não entregar". O governo destinou uma atenção especial para a região da Amazônia e do Nordeste através de alguns programas como o Plano de Integração Nacional (PIN), o Programa de Redistribuição de Terras e de Estímulo à Agroindústria do Norte e do Nordeste (PROTERRA), o II Plano de Desenvolvimento
da Amazônia, o I Plano Nacional de Desenvolvimento e o Metas e Bases. Além disso, houve a criação de rodovias, e a redistribuição de terras desocupadas que visavam ocupar os espaços considerados vazios com o proposito de tornar a região economicamente viável.
Foi no governo Geisel (1974-1979) que houve a adoção do II Plano Nacional de Desenvolvimento, que apesar de ter mantido as mesmas prioridades do primeiro, focalizou a importância de expandir a infraestrutura e investir na expansão de indústrias básicas localizadas na Amazônia, considerando a região como uma fronteira tropical em função de seu potencial de recursos agrícolas, madeireiros agropecuários e minerais. Foi a partir do programa Polamazônia que esta ideia foi refletida. O Polamazônia tinha  como objetivo estabelecer quinze pólos de desenvolvimento em áreas previamente selecionadas onde seriam realizados investimentos direcionados para infraestrutura.
Esse foi um programa que marcou uma mudança fundamental na politica governamental brasileira, pois foi a partir dele que houve a priorização de grandes companhias agroindustriais, da produção agropecuária e de projetos de colonização privada, associados ao investimento em infraestrutura. A noção de polo de desenvolvimento veio do economista francês François Perroux, onde segundo sua teoria o polo de crescimento é produto de economias de aglomeração geradas por complexos industriais, e pode a vir a ser polo de desenvolvimento quando provoca transformações estruturais, expande a produção e gera empregos no local em que está inserido. Os polos podem ser introduzidos através de investimentos em infraestrutura e também por meio de incentivos fiscais e subsídios, que atraem as indústrias para esses polos dando início ao processo de crescimento econômico. François teve grande influencia no Brasil, fato que fica evidente na adoção de sua teoria dos polos em todos os planos de desenvolvimento adotados após o plano Decenal, com exceção do Metas e Bases.
O III Plano Nacional de Desenvolvimento tinha um foco especial no aumento das exportações para aliviar a crise da divida externa, e o Polamazônia traduzia perfeitamente essa estratégia de desenvolvimento espacial, sendo os polos considerados instrumentos essenciais para a ocupação e desenvolvimento da região amazônica e sua integração.

## Pólo Carajás
Esta região de implantação do projeto em Carajás se destaca na exportação madeireira de ucuuba, andiroba, sucupira e macaúba. No setor mineral, a área tem várias ocorrências, como o ferro, manganês, ouro, cromo, calcário e etc., porém as mais representativas economicamente são o diamante, o ferro, e o manganês. A pesca é considerada de subsistência, sendo utilizada somente no abastecimento local.
Com relação aos aspectos econômicos, de uma maneira geral, todos os produtos provenientes do extrativismo são destinados ao mercado externo, exceto a borracha e o babaçu que são destinados ao consumo interno; porém, quase todas as atividades ligadas a este setor apresentaram ritmos decrescentes de crescimento, com exceção da castanha-do-brasil. Em relação à exploração madeireira, ela passou a assumir um maior destaque a partir da implantação de novos projetos agropecuários ao longo da Rodovia Transamazônica. O extrativismo animal é a atividade que apresentou menor importância no processo de crescimento econômico.
A nova estrutura agrária não favoreceu o aperfeiçoamento das atividades extrativistas nem propiciou sua substituição por atividades agrícolas que possuíssem maior rendimento. O setor agrícola apresenta baixos níveis técnicos e é caracterizado por um sistema de plantio tradicional, onde as áreas são abandonadas após certo período, para a busca de outras mais férteis.
A partir de 1970 ocorreu uma série de melhorias no setor agropecuário, o que possibilitou que a fronteira pecuária apresentasse um elevado ritmo de crescimento, o que ocasionou mudanças estruturais. Os grandes empreendimentos em fase de implantação, como a exploração do ferro de Carajás e a Hidrelétrica de Tucuruí, possibilitaram o surgimento de várias novas atividades e provocaram uma sensível mudança na estrutura do sistema produtivo vigente.
Um relatório da Superintendência do Desenvolvimento da Amazônia (SUDAM), em 1975, apontava que a área era pouco provida do setor de comunicação, tendo um setor energético deficiente; os serviços públicos voltados para a saúde são iniciais, tendo Marabá como o município que era melhor situado no setor educativo, dos cinco que compunham o Pólo Carajás. As condições de saneamento também eram bastante precárias.